# خوان مالدونادو
خوان مالدونادو (بالبرتغالية: Juan Maldonado Jaimez Júnior‏) (6 فبراير 1982 بساو باولو في البرازيل - ) هو لاعب كرة قدم برازيلي في مركز الظهير. شارك مع منتخب البرازيل لكرة القدم. أما مع النوادي، فقد لعب مع نادي أرسنال ونادي سانتوس ونادي ساو باولو ونادي فلامنغو ونادي فلومينينسي ونادي فيتوريا ونادي كوريتيبا ونادي ميلوول.

## وصلات خارجية
- خوان مالدونادو على موقع قاعدة بيانات كرة القدم.إي يو (الإنجليزية)
- خوان مالدونادو على موقع ناشيونال فوتبول تيمز (الإنجليزية)
- خوان مالدونادو على موقع Soccerbase.com (لاعب) (الإنجليزية)
- خوان مالدونادو على موقع Soccerway.com (الإنجليزية)
- خوان مالدونادو على موقع عالم كرة القدم.نت (الإنجليزية)